# Иштван Олдал старији
Иштван Олдал старији (мађ. Oldal István; Сегедин, 10. август 1829 – Велики Бечкерек, 25. август 1916) је био сликар, фотограф и оснивач прве фотографске радње у Војводини 1853. године.

## Биографија
Сликарство је изучавао код Кароља Сутера, који је у Сегедину сликао портрете богатих грађана, пејзаже и иконе. У Мађарској револуцији 1848—1849. године учествовао је као добровољац. Служио је у сегединском Трећем домобранском батаљону под командом пуковника Дамјанића, а касније је стациониран у гарнизону у Вршцу. 
Након слома револуције настанио се у Великом Бечкереку. Запослио се у јеврејској школи где је предавао цртање. Међутим, због претходног учешћа у револуцији 1851. године је отпуштен са посла. Потом отвара сликарски атеље 1853. године, који је проширио и фотографским 1854. године. О сликарском раду Олдала се мало зна - забележено је да је сликао пејзаже и религиозне слике. Фотографија је очито потисла сликарство у други план и постала примарно Олдалово занимање. Прва радионица Иштвана Олдала налазила се у Темишварској улици, потом је пресељена у кућу породице Резитнер, па у кућу др Павла Лињачког испред великог моста, и на крају на Гизелин кеј у зграду са стакленим кровом. Зграду је градила жупанија у сврху сликарског атељеа Павла Вагоа. Олдал је одлучио да је закупи због осветљења са таванице које је одговарало условима фотографског атељеа. Син Иштван Олдал млађи преузео је вођење атељеа 1902. године. 
Иштван Олдал је умро 25. августа 1916. и сахрањен је на католичком гробљу у Зрењанину у породичној гробници породице Бенковић.